# Ángel Pastor
Ángel Pastor Gómez (Ocaña, 15 de junio de 1850-Aranjuez, 7 de abril de 1900) fue un torero español.

## Biografía
Ángel Pastor debutó en Madrid como banderillero con la cuadrilla de Cayetano Sanz, que iba a ser quien le enseñase el oficio de torero. En 1873 pasó a la cuadrilla de Frascuelo con quien en 1876 mató dos toros. El 22 de octubre de ese mismo año tomó la alternativa en Córdoba apadrinado por Lagartijo, con Frascuelo y Chicorro con los que alternó ese día de testigos. Tras la alternativa obtuvo importantes triunfos en Madrid de 1880 a 1882, cuando alternó con los más célebres matadores del momento como los citados Frascuelo y Lagartijo, el Gallo o Cara-Ancha, pero en los últimos años de la década de 1880 su estrella declinó. Todavía iba a presentarse una última vez en Madrid antes de hacerlo en las actualmente desaparecidas Arènes de la rue Pergolèse de París en 1890 para a continuación retirarse de los ruedos y establecerse a vivir en Aranjuez, donde falleció el 7 de abril de 1900, unos meses antes de cumplir los cincuenta años.